# Park Joon-geum
Park Joon Geum (en hangul 박준금; nacida el 28 de julio de 1962) es una actriz surcoreana.

## Carrera
Fue alumna de la Universidad de Kyung Hee, Departamento de Baile, y ha sido también profesora invitada en el Departamento de Artes y Cultura de la Universidad Nacional de Kangwon.
Debutó en 1982 en la serie de televisión de KBS Innocent love (순애). Es conocida sobre todo por su papel en la serie de televisión The Heirs (2013), pero también ha aparecido en Jardín Secreto (2010), Rooftop Príncipe (2012), Queen of Mistery (2017), Marry Me Now (2018)  y Never Twice (2019), entre otras muchas series televisivas.
En 2018 recibió el Premio a la gran excelencia para una actriz en una serie, en los MBC Drama Awards, por My Healing Love.
En 2021 apareció en la serie de televisión Be My Dream Family.

## Filmografía

### Cine
| Año  | Título                   | Hangul             | Papel                | Notas                                                     | Ref.  |
| ---- | ------------------------ | ------------------ | -------------------- | --------------------------------------------------------- | ----- |
| 1985 | The Day When Love Begins | 사랑이 시작되는 날 | Han Sang-hoon        | con Yeon Gyu-jin y Park Geun-hyung                        | [ 6 ] |
| 1987 | Seven Generations        | 따귀일곱대         | Nam Gi-nam           | con Shim Hyung-rae, Baek Il-Seob y Kim Na-hee             | [ 6 ] |
| 2009 | Bronze Medalist          | 킹콩을 들다        | Directora de escuela | con Lee Beom-soo, Jo-an y Lee Yoon-hoi.                   | [ 7 ] |
| 2009 | A Dream Comes True       | 돌멩이의 꿈        | Kim Soon-ja          | con Cha In-pyo y Kim Hyo-jin.                             |       |
| 2014 | Granny's Got Talent      | 헬머니             | Suegra               | con Kim Soo-mi, Jung Man-sik, Kim Jung-tae y Lee Tae-ran. | [ 8 ] |

### Series de televisión
| Año     | Título                                | Papel                          | Canal     | Notas                                | Ref.          |
| ------- | ------------------------------------- | ------------------------------ | --------- | ------------------------------------ | ------------- |
| 2006-07 | High Kick!                            | Madre de Seo Min-jeong         | MBC       | 167 episodios                        | [ 9 ]         |
| 2009    | Smile, Love                           | Madre de Han Se                | SBS       |                                      | [ 10 ]        |
| 2010    | Three Sisters                         | Shin Sook-ja                   | SBS       |                                      |               |
| 2010    | Jardín secreto                        | Moon Boon-hong                 | SBS       |                                      | [ 11 ]        |
| 2011    | Ojak Brothers                         | Nam Yeo-kyeong                 | KBS       |                                      | [ 12 ]        |
| 2011    | While You Were Sleeping               | Mrs. Jang                      | SBS       |                                      |               |
| 2012    | Rooftop Prince                        | Yong Seol-hee, tía de Dong-man | SBS       |                                      | [ 13 ]        |
| 2012    | Standby                               | Park Joon-geum                 | MBC       |                                      |               |
| 2013    | A Hundred Year Legacy                 | Do Do-hee                      | MBC       |                                      |               |
| 2013    | Goddess of Marriage                   | Madre de Han Se-kyeong         | SBS       |                                      | [ 14 ]        |
| 2013    | The Heirs                             | Jung Ji-suk                    | SBS       |                                      | [ 15 ]        |
| 2014    | Emergency Couple                      | Yoon Seong-sook                | tvN       |                                      | [ 16 ]        |
| 2014    | Two Mothers                           | Bae Choo-Ja                    | KBS       |                                      |               |
| 2015    | Divorce Lawyer in Love                | Ma Dong-mi                     | SBS       |                                      | [ 17 ]        |
| 2015    | Mask                                  | Mrs. Song Sung-hee             | SBS       |                                      | [ 18 ]        |
| 2015    | I Order You                           | Madre de Gook-dae              | SBS       |                                      |               |
| 2015    | Bubble Gum                            | Madre de Yi-seul               | tvN       |                                      |               |
| 2016    | Descendants of the Sun                | Madre de Lee Chi-hoon          | KBS       | Aparición especial (episodios 7, 11) | [ 19 ]        |
| 2016    | Memory                                | Jang Mi-rim                    | tvN       |                                      |               |
| 2016    | The Gentlemen of Wolgyesu Tailor Shop | Go Eun-sook                    | KBS       |                                      | [ 20 ]        |
| 2016    | Gogh, The Starry Night                | Madam Joo                      | SBS       | Aparición especial (episodio 9)      |               |
| 2017    | Queen of Mystery                      | Park Kyung-suk                 | KBS       |                                      | [ 21 ]        |
| 2017    | Sister is Alive                       | Madre de Choo Tae-soo          | SBS       | Aparición especial                   | [ 22 ]        |
| 2017    | Hospital Ship                         | Han Hee-sook                   | MBC       |                                      | [ 23 ]        |
| 2018    | Queen of Mystery 2                    | Park Kyung-suk                 | KBS       | Aparición especial                   |               |
| 2018    | Marry Me Now                          | Woo A-mi                       | KBS       |                                      | [ 24 ]        |
| 2018    | My Healing Love                       | Kim I-bok                      | MBC       |                                      | [ 25 ]        |
| 2019    | Never Twice                           | Do Do-hee                      | MBC       |                                      | [ 26 ]        |
| 2019    | Perfume                               | Joo Hee-eun                    | KBS       |                                      | [ 27 ]        |
| 2020    | Kingmaker: The Change of Destiny      | Lee Deok-yoon                  | TV Chosun |                                      | [ 28 ]        |
| 2021    | Be My Dream Family                    | Kang Mo-ran                    | KBS1      |                                      | [ 29 ]        |
| 2022    | Sponsor                               | Presidenta Lee                 | iHQ Drama |                                      |               |
| 2023    | Doctora Cha                           | Kwak Ae-sim                    | JTBC      |                                      | [ 30 ] [ 31 ] |
| 2025    | For Eagle Brothers                    | Gong Joo-sil                   | KBS2      |                                      | [ 32 ]        |

## Premios y nominaciones
| Año  | Premio                   | Categoría                                    | Papel                 | Resultado | Ref.   |
| ---- | ------------------------ | -------------------------------------------- | --------------------- | --------- | ------ |
| 2010 | 4th Korea Drama Awards   | Mejor actriz de reparto                      | Jardín secreto        | Nominada  |        |
| 2011 | SBS Entertainment Awards | Premio Best Variety Entertainer              | Kim Yuna's Kiss & Cry | Ganadora  | [ 33 ] |
| 2017 | 36th MBC Drama Awards    | Premio Golden Acting, Actriz en miniserie    | Hospital Ship         | Nominada  | [ 34 ] |
| 2018 | MBC Drama Awards         | Premio a la excelencia, Actriz en telenovela | My Healing Love       | Ganadora  | [ 4 ]  |
| 2021 | KBS Drama Award          | Excellence Award, Actress in a Daily Drama   | Be My Dream Family    | Nominada  |        |